# Margarita Pérez Herraiz
Margarita Pérez Herraiz (Lugo, 30 de mayo de 1955) es una política española, diputada por Lugo en el Congreso durante la IX, X, XI y XII legislatura.

## Biografía
Es graduada social por la Universidad de La Coruña (1991) y posee un curso superior de dirección de gestión de recursos humanos por la Escuela de Negocios de Caixa Vigo (1993). Desde 1985 es funcionaria administrativa de la Junta de Galicia. Militante del PSdG desde 1977, fue miembro del comité nacional gallego entre 1992 y 2013 y del comité federal entre 2008 y 2012. En las elecciones autonómicas de 2001, fue tercera en la lista del PSdeG por Lugo; elegida diputada, fue cuarta en las elecciones de 2005 pero conservó su mandato. Durante ese periodo en el Parlamento de Galicia fue portavoz de familia e igualdad y de trabajo.
En las elecciones generales de 2008 concurrió segunda en la lista por Lugo, detrás de José Blanco, y fue elegida diputada, por lo que abandonó su puesto como parlamentaria autonómica. En las elecciones parlamentarias de 2011 no fue reelegida; abandonó el comité federal en 2012 y el comité nacional PSdeG-PSOE en 2013, pero regresó al Congreso en 2014 tras la elección de José Blanco como diputado al parlamento europeo. En las elecciones generales de 2015 y de 2016 fue nuevamente reelegida.